# Identifikatorischer Habitus
Der identifikatorische Habitus (IH) ist eine von dem seit 1996 am Südasien-Institut Heidelberg arbeitenden Indologen Axel Michaels für den Hinduismus postulierte Denkform. Michaels sieht in dem IH eine kulturelle Kraft, mit der er versucht, das Phänomen des Hinduismus zu erklären, der in westlicher Sicht keine einheitliche Religion darstellt, sondern ein Konglomerat an unterschiedlichen Lehren und Weltanschauungen. Die Frage ist daher, warum der Hinduismus dennoch als in sich abgeschlossenes Ganzes existiert. In seiner Monographie Der Hinduismus. Geschichte und Gegenwart (München 1998, ISBN 3-406-44103-3) schreibt Michaels:

"Die kohäsive Kraft, die die Hindu-Religionen zusammenhält und sie gegen fremde Einflüsse widerstandsfähig macht, bezeichne ich als 'identifikatorischen Habitus'. Ich messe ihm einen herausragenden Wert zu, weil er in besonderer Weise an die Deszendenz, die Abstammung des einzelnen, gebunden ist, die selbst den in Indien entscheidenden Heilsbezug hat. Identifikatorischer Habitus, Deszendenz und Heilsbezug bzw. Unsterblichkeit sind daher Schlüsselbegriffe meines Verständnisses der Hindu-Religionen." (S. 19)

Der IH ist: "die Festlegung einer Identität durch ihre Gleichsetzung mit etwas anderem. Ein Habitus, der im philosophischen Non-Dualismus des Vedānta ebenso steckt wie in der Methode der Ersetzung bei Opferritualen oder Askese, mit denen das Kastensystem 'arbeitet' und die Vielheit der Götter gleichermaßen einleuchtet wie der Monotheismus Indiens" (S. 21). Michaels entlehnt den Begriff des Habitus dabei aus der Soziologie, wie er zuerst von Max Weber und prägnant dann von Pierre Bourdieu verwendet wird, nämlich als objektive und subjektive Konditionierung und Praxis von Angehörigen bestimmter sozialer Klassen. Michaels erklärt, "Habitus" bezeichne: "kulturell erworbene Lebenshaltungen und -einstellungen, Gewohnheiten und Veranlagungen ebenso wie bewußte, zielgerichtete Handlungen oder mythologische, theologische bzw. philosophische Arte- und Mentefakte" (loc.cit.). Bourdieu habe dabei an den Begriff der totalen sozialen Tatsache von Émile Durkheim angeknüpft. Michaels schreibt über den IH als Code hindu-religiöser Identität:

"Weil Hindu-Religionen von einem solchen identifikatorischen Gleichheitsprinzip ausgehen, 'stören' sie auch weniger Oppositionen und Dichotomien. Sie haben gewissermaßer Ausgrenzung nicht nötig, weil das Andere immer schon das Eigene ist. Da sie von der prinzipiellen Einheit ausgehen, kann für sie Trennung und Harmonie bedeuten: die Aufrechterhaltung einer Spannung, die im Grunde keine ist. Der andere Gott kann der andere Gott bleiben, weil er im Grunde auch der eigene ist." (S. 22)

Michaels Begriff ist ein Beitrag zur Diskussion darüber, was den historisch positiven Hinduismus eigentlich in seiner Eigenart auszeichnet. Als unterschiedlichste Traditionen in der indischen Religionsgeschichte prägende Denkform müssen Parallelen zu dem Begriff des Inklusivismus, hier vor allem nach der Definition des Bonner Indologen Paul Hacker, gezogen werden.